# Vilko Gabarić
Vilko Gabarić (Maja (Glina), 25. ožujka 1889. − Zagreb, 11. kolovoza 1915.), hrvatski pjesnik i novelist

## Životopis
Rodio se je u selu Maji kod Gline. Studirao u Zagrebu i Pragu. Pisao je pjesme, novele, podlistke i prikaze. Objavio ih je u Obzoru, Savremeniku, praškoj Zori i drugima. Uredio je jedno godište Hrvatskog đaka (1908.). Zastupljen s jedanaest pjesama u antologiji Hrvatska mlada lirika, Društva hrvatskih književnika koji je uredio Julije Benešić. U posmrtnoj zbirci Stihovi i proza (1920.) objavljene su pjesme domoljubne, socijalne i pejzažne tematike te sentimentalna proza manje umjetničke vrijednosti.